# Revolution (비틀즈의 노래)
〈Revolution〉은 영국의 록 밴드 비틀즈의 곡으로, 존 레논이 작곡하고 레논-매카트니에게 공로를 돌렸다. 1968년에 세 가지 버전의 곡이 녹음되었는데, 모두 "White Album"이라고도 알려진 비틀즈의 더블 음반 《The Beatles》의 세션 중에 녹음되었는데, 그것은 LP의 최종 컷을 만드는 느리고 블루스한 편곡(〈Revolution 1〉)과 〈Revolution 1〉의 후반부로 시작된 추상적인 사운드 콜라주(〈Revolution 9〉)이다. 그리고 같은 음반에 등장하며, 〈Hey Jude〉 싱글의 B-사이드로 발매된 〈Revolution 1〉과 유사한 더 빠르고 하드 록 버전이다. 싱글 버전이 먼저 발매되었지만, 싱글로서 특별히 발매할 목적으로 한 리메이크작으로서 〈Revolution 1〉 이후 몇 주 후에 녹음되었다.
1968년 초 정치적 항의에 고무된 레논의 가사는 변화의 필요성에 공감하면서도 일부 전술에 대해서는 의구심을 나타냈다. 그 단 한 버전 8월에 개봉한 정치 좌파 그들의 원인을 배반하라고 바라봤다. 11월에 발표한 〈Revolution 1〉은 "count me out"이라는 문구가 대신 "count me out – in"로 기록되면서 레논의 파괴적인 변화에 대한 불확실성을 나타냈다. 레논은 이후 마오주의의 정치혁명의 필요성을 지지했지만, 특히 1971년 그의 싱글 〈Power to the People〉으로 1980년 죽기 전에 했던 마지막 인터뷰에서 그는 〈Revolution〉에 표현된 평화주의 정서를 재확인했다. 1987년 이 곡은 텔레비전 광고 허가를 받은 최초의 비틀즈 음반으로, 이 곡은 그룹의 생존 멤버들로부터 소송을 불러일으켰다.